# Walhalla (Dakota Północna)
Walhalla – miasto w Stanach Zjednoczonych, w stanie Dakota Północna, w hrabstwie Pembina.